# Coro Madrigale
O Coro Madrigale é um grupo de cantores da cidade brasileira de Belo Horizonte, Minas Gerais.
Aborda desde obras do sinfônico-coral à música popular brasileira.
Foi formado em 1993 e desde então adquiriu reconhecida excelência técnica e artística, sendo considerado um dos melhores de Minas Gerais.

## Repertório
Desenvolve-se campo da música erudita, que vai desde a renascença até as obras do século XX, com destaque para a execução de obras brasileiras.
O coro, regido pelo maestro Arnon Sávio, interpreta repertórios que incluem Nisi Dominus, de Claudio Monteverdi; Salmo 150, de Ernst Widmer; Alleluia, de Randall Thompson; Pastorinhas, de Noel Rosa, com arranjo de Hely Drummond; Jericho, Elijah rock e Didn’t my Lord deliver Daniel?, com arranjos de Moses Hogan.
Entre suas apresentações também estão: As Sete Palavras e Missas São João Batista e Sábado Santo, de Hostílio Soares; Missa em Mi b, de Tristão José Ferreira; Matinas de Natal e Missa em Ré, de João de Deus de Castro Lobo; Requiem de Mozart; Missa em si menor de Bach; Ein Deutsches Requiem de Brahms; Messias de Haendel e a Nona Sinfonia de Beethoven.
O Coro Madrigale também executa peças de autoria do regente mineiro Carlos Alberto Pinto Fonseca (1933-2006), em especial da Missa Afro-Brasileira.